# Roseau River (vattendrag i Kanada och USA)
Roseau River är en 344 km lång biflod till Red River of the North i södra Manitoba, Kanada och nordvästra Minnesota, USA. Via Red River of the North, Winnipegsjön och Nelsonfloden är den en del av Hudson Bays avrinningsområde.